# Lebredo (lugar de Coaña)
Lebredo (oficialmente y en asturiano: Llebredo) es un lugar perteneciente a la parroquia de Lebredo, en el concejo de Coaña, comarca de Eo-Navia, Principado de Asturias, España.